# Kid Auto Races at Venice
Kid Auto Races in Venice (br: Corrida de automóveis para meninos / pt: Charlot fotogénico) é um filme mudo estadunidense de curta-metragem de 1914, do gênero comédia, realizado/dirigido por Henry Lehrman e produzido por Mack Sennett para os Estúdios Keystone.
Este filme conta com a presença de Charles Chaplin e também do próprio Henry Lehrman, que aproveitou uma corrida de carros em Venice para gravar o curta-metragem. No filme, Chaplin se utiliza de muita improvisação e anda por entre a multidão de forma descontraída e sem ser reconhecido.

## Sinopse
Chaplin interpreta um vagabundo espectador de uma corrida de carros para crianças em uma praia de Los Angeles, chamada Venice. Um cameram que está filmando o acontecimento, é interrompido pelo espectador que insiste em aparecer no filme, interrompendo a filmagem, atrapalhando a corrida e causando frustração no público e nos participantes.

## Elenco
- Charles Chaplin .... vagabundo
- Henry Lehrman .... diretor do filme
- Frank D. Williams .... cameraman
- Billy Jacobs .... menino
- Charlotte Fitzpatrick .... menina
- Thelma Salter .... menina
- Gordon Griffith .... menino